# Transgression
Transgression innebär en höjning av havsnivån, dvs. strandförskjutningen är inåt land och landmassan minskar. Transgressioner har bl.a. skett under Östersjöns postglaciala utveckling, framförallt under Littorinastadiet mellan ca 8500 och 6000 BP. Transgressionerna är tydligast i den södra delen av Östersjöbassängen, till exempel i Blekinge där variationer i den globala havsytan hade en större betydelse än längre norrut, till exempel längs Norrlandskusten där den postglaciala landhöjningen fortfarande var stor under Littorinahavets inledande del.